# Tofsmattvävare
Tofsmattvävare (Allomengea vidua) är en spindelart som först beskrevs av Ludwig Carl Christian Koch 1879.  Tofsmattvävare ingår i släktet Allomengea och familjen täckvävarspindlar. Arten är reproducerande i Sverige. Inga underarter finns listade i Catalogue of Life.